# Локалитет Равни брег
Локалитет Равни брег је локалитет у режиму заштите I степена, површине 16,20ha, у централном делу НП Фрушка гора.
Налази се у ГЈ 3805 Беочин манастир-Катанске ливаде-Осовље, одељење 44, одсеци „ц”, „е” и „д”. Значајан је шумски екосистем, заступљена је заједница сладуна са цером (Qurcetum frinetto-cerrdis pannonicus Janković 1980) и представља фрагменте шума сладуна и цера на претежно јужним експозицијама.